# Against Their Will
Against Their Will... The History and Geography of Forced Migrations in the USSR  é um livro de pesquisa histórica de Pavel Polian, publicado pela  sociedade Memorial. 
É o primeiro estudo abrangente de todas as enormes migrações forçadas dentro da União Soviética. O livro é baseado em materiais publicados e arquivos de dados tornados públicos ultimamente. Ele contém um grande número de tabelas detalhadas destes acontecimentos.

## Índice
1. Introdução.
2. Parte I - Migrações forçadas: pré-história e classificação.
3. Parte II - Migrações Internacionais forçadas.
4. Conclusão.